# Caza de Baalbek
Caza de Baalbek (arabiska: قضاء بعلبك) är ett distrikt i Libanon.   Det ligger i guvernementet Mohafazat Baalbek-Hermel, i den nordöstra delen av landet, 80 kilometer öster om huvudstaden Beirut. Antalet invånare är 157 000. Arean är 2 319 kvadratkilometer.
Terrängen i Caza de Baalbek är bergig.
Omgivningarna runt Caza de Baalbek är i huvudsak ett öppet busklandskap. Runt Caza de Baalbek är det ganska tätbefolkat, med 80 invånare per kvadratkilometer.